# Rangen, Småland
Rangen är en sjö i Hylte kommun i Småland och ingår i Nissans huvudavrinningsområde. Sjön är 9,3 meter djup, har en yta på 0,805 kvadratkilometer och befinner sig 150 meter över havet. Vid provfiske har bland annat abborre, braxen, gers och gädda fångats i sjön.

## Delavrinningsområde
Rangen ingår i det delavrinningsområde (631700-135805) som SMHI kallar för Utloppet av Fjällen. Medelhöjden är 163 meter över havet och ytan är 42,79 kvadratkilometer. Det finns inga avrinningsområden uppströms utan avrinningsområdet är högsta punkten. Yabergsån som avvattnar avrinningsområdet har biflödesordning 3, vilket innebär att vattnet flödar genom totalt 3 vattendrag innan det når havet efter 79 kilometer. Avrinningsområdet består mestadels av skog (70 procent). Avrinningsområdet har 5,04 kvadratkilometer vattenytor vilket ger det en sjöprocent på 11,8 procent.

## Fisk
Vid provfiske har följande fisk fångats i sjön:
- Abborre
- Braxen
- Gärs
- Gädda
- Mört